# 8-я кавалерийская дивизия Червонного казачества
8-я кавалерийская дивизия Червонного казачества — кавалерийское соединение РККА (Червонного казачества), сформированное во время Гражданской войны 1918—1920 годов. Являлась ударным маневренным средством фронтового и армейского командования для решения оперативных и тактических задач. Использовалась для глубоких рейдов по тылам противника, дезорганизации его управления и снабжения.

## Командный состав 8-й кавалерийской дивизии Червонного казачества

### Начальники
- Щёлоков Николай Кононович, врид — с 17 сентября 1919 года по 1 ноября 1919 года[1]
- Примаков Виталий Маркович — с 1 ноября 1919 года по 14 марта 1920 года, с 14 мая 1920 года по 6 декабря 1920 года[1]
- Туровский Семен Абрамович, врид — с 14 марта 1920 года по 14 мая 1920 года[1]
- Григорьев Пётр Петрович — с 6 декабря 1920 года по 26 декабря 1920 года[1]
- Демичев Михаил Афанасьевич — с 26 декабря 1920 года по 15 ноября 1932 года[1]
- комбриг Иван Ефимович Никулин — с 15 ноября 1932 года — арестован 13.06.1937 года[1]
- комбриг Михаил Георгиевич Хацкилевич — с ноября 1936 по июль 1937 года[1]

### Военкомы
- Молчанов Михаил — с 17 сентября 1919 года по ?[1]
- Белоусов Михаил Илларионович — декабрь 1919 года[1]
- Петровский — с 3 декабря 1919 года по 9 июня 1920 года, с 24 декабря 1920 года по 25 августа 1921 года[1]
- Примаков Виталий Маркович — с 9 июня 1920 года по 6 декабря 1920 года[1]
- Генде — с 6 декабря 1920 года по 24 декабря 1920 года[1]

### Начальники штаба
- Ясинский Станислав Адольфович — с 8 октября 1919 года по 3 ноября 1919 года[1]
- Туровский Семён Абрамович — с 3 ноября 1919 года по 14 марта 1920 года, с 14 мая 1920 года по 6 декабря 1920 года[1]
- Барон Михаил, врид — с 6 декабря 1920 года по 15 февраля 1921 года[1]

### Командиры бригад
- Микулин В. И.Командир 3-й и 2-й бригад  (05.-11.1920 г.)

## История
Дивизия была сформирована в сентябре 1919 года, с декабря 1919 года носила наименование «8-я конная дивизия Червонного казачества».
26 октября 1920 года в составе Юго-Западного фронта был сформирован Конный корпус в составе 8-й и 17-й кавалерийских дивизий. Командир 8-й дивизии Червонного казачества В. М. Примаков был назначен командиром корпуса.
В ноябре 1920 года 8-я кд в составе корпуса принимала участие в Советско-польской войне и в разгроме украинской армии под командованием С. Петлюры.
В январе 1921 года дивизия участвовала в боях у Сквиры против отрядов Махно.
«Правая рука» Нестора Махно и один из ведущих командиров его повстанческой армии Фёдор (Феодосий) Щусь был убит в бою с 8-й кавдивизией Червонного казачества в июне 1921 года близ села Беседовка под городом Недригайловом Сумского уезда.
30 ноября 1921 года 8-й Червонного казачества кавалерийской дивизии присвоено наименование «8-я Запорожская Червонного казачества кавалерийская дивизия».
6 мая 1922 года 8-я Запорожская Червонного казачества кд получила наименование 1-я Запорожская Червонного казачества.